# پارک ملی کامبرس دی مونتری
پارک ملی کامبرس دی مونتری (به اسپانیایی: Parque nacional Cumbres de Monterrey) یک منطقهٔ مسکونی در مکزیک است که در نوئوو لئون واقع شده‌است.